# Askarik
Askarik (latinsko Asacaricus) je bil mali frankovski kralj, ki je vladal  v začetku 4. stoletja. 
Askarika je leta 306 ali 307 premagal cesar Konstantin Veliki na svojem pohodu proti Frankom. Datacija poraza ni povsem natančna:  zgoditi se je moral po smrti Konstantinovega očeta Konstancija I. konec julija 306 in pred nastankom panegirika o Konstantinu leta 307. Panegirik v nasprotju s Panegirikom Konstantinu iz leta 310 ne navaja nobenega imena. 
Na Konstantinovem pohodu je bil skupaj z Askarikom ujet tudi mladoletni frankovski kralj Merogaz. Oba sta bila vržena divjim zverem v amfiteatru v Augusta Treverorum (današnji Trier). Zveri so bili verjetno medvedi, ki jih je bilo laže dobiti vzdrževati kot leve. Panegirik iz leta 310 omenja imeni obeh usmrčenih kraljev. O usmrtitvi poročata tudi Evtropij, ki ne navaja nobenega imena.
O Askariju samem ni nič znanega. Verjetno je bil iz plamena Brukterov. Po panegiriku iz leta 310 so Franki prekršili sporazume z Rimom in izkoristili smrt Konstancija I. leta 306 za napad na rimsko ozemlje. Najdbe kovancev kažejo, da so Franki morda prodrli vse do Some. Na poti nazaj proti Renu jih je prestregel in uničil Konstantin Veliki. Cesar se kasneje lotil pohoda proti Frankom. Cesarjevo maščevanje je očitno povzročilo veliko opustošenje, večje od frankovskega v Galiji. 
Konstantinova zmaga je bila jasno poudarjena v cesarjevi propagandi za njegovo vladavino. Zmaga nad "barbarskimi" kralji je bila poudarjena že v poznoantičnih panegirikih, predvsem kot cesarjev prvi samostojno vodeni pohod.

## Vira
- Eugen Ewig: Die Franken und Rom (3.–5. Jahrhundert). Versuch einer Übersicht. V: Rheinische Vierteljahrsblätter. Band 71, 2007, str. 1–42 (Digitalisat).
- Erich Zöllner: Geschichte der Franken bis zur Mitte des sechsten Jahrhunderts. C. H. Beck, München 1970, ISBN 3-406-02211-1, str. 14.